# Centro India Libre

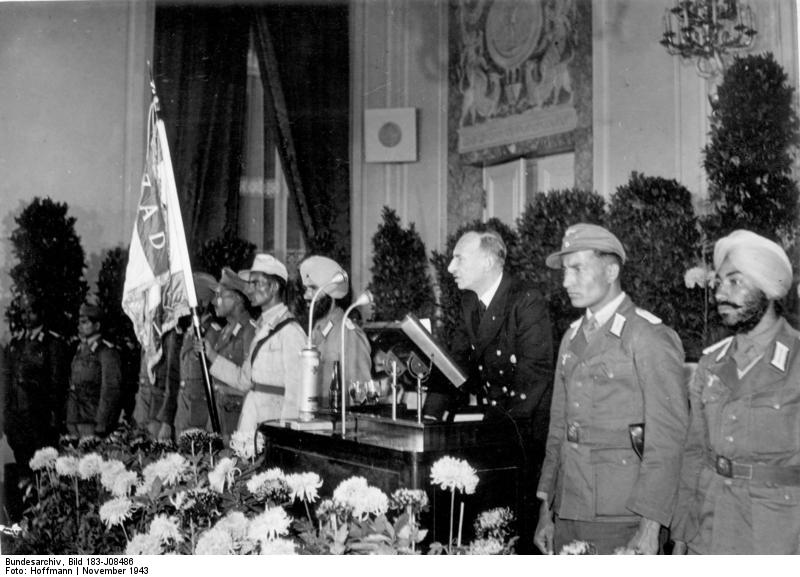
Una ceremonia que marca el establecimiento del Gobierno Provisional de la India libre celebrada por el Centro de la India libre en Berlín, con soldados de la Legión India Libre y dignatarios alemanes e indios presentes.

El Centro India Libre (en alemán: Zentrale Freies Indien) era la rama europea del Gobierno Provisional de la India Libre, el gobierno provisional del movimiento Azad Hind para la independencia india liderado por Subhas Chandra Bose. Fue fundada por Bose cuando estaba en Berlín en 1942 y dirigida por A. C. N.  Nambiar. 
Sus responsabilidades incluían gestionar las relaciones con los poderes del Eje europeo, apoyar y reclutar voluntarios para la Legión India Libre, dirigir la Radio Azad Hind y prepararse para el gobierno provisional mucho más grande que se formó en el sudeste asiático con el apoyo japonés. Si bien su base principal estaba en Berlín, también tenía sucursales en París e Italia. En su establecimiento en Berlín, el Centro India Libre recibió esencialmente el estatus de misión diplomática de Alemania. Tenía una oficina en el número 2A Lichtensteiner Allee en Tiergarten, aunque sus actividades se desarrollaron durante algún tiempo principalmente en hoteles o en la eventual casa de Bose en Sophienstrasse en Charlottenburg.